# Emmanuel Durlet
Emmanuel Durlet (* 11. Oktober 1893 in Antwerpen; † 7. Februar 1977 ebenda) war ein belgischer Pianist und Komponist.

## Leben
Emmanuel Durlets wurde als Sohn des Architekten Frans Durlet geboren, der wiederum Sohn des bekannten Architekten Frans-Andries Durlet war.
Er studierte später Klavier bei Frans Lenaerts am Königlich Flämischen Musikkonservatorium und legte im Alter von 16 Jahren sein Examen mit Auszeichnung ab. Im Anschluss studierte er bei Edward Verheyden Harmonielehre, bei Lodewijk Mortelmans Komposition und ab 1912 Interpretationskunde an der Meisterschule für Klavier der königlich-kaiserlichen Akademie für Musik und darstellende Kunst Wien bei Leopold Godowsky. Letzteres konnte er wegen des Kriegsausbruchs nicht zu Ende bringen und kehrte zurück in seine Heimatstadt.
Ab 1918 spielte er unter anderem in zehn Aufführungen innerhalb eines zweimonatigen Zeitraums aus dem Gedächtnis alle 32 Beethoven-Sonaten. Er gab zahlreiche nationale und internationale Konzerte und Soloabende und galt als „Dichter des Klaviers“. Ab 1920 lehrte er für 39 Jahre als Professor am königlichen Antwerpener Musikkonservatorium. Er entwickelte dort die Methode „Ich werde gut Klavier spielen“ und gab sein Werk „Pianostudium und -spiel nach neuen Erkenntnissen“ heraus. Ab 1933 komponierte er eigene Werke, insgesamt etwa 50 Klavierwerke, zirka 80 kleine Klavierstücke für Jugendliche, das Konzert für Klavier und Orchester "Middeleeuwse Sproke", das Konzert für Violine und Orchester „De kapel van Maria Magdalena extra muros“, die Sonate für Violine und Klavier „Verluchte verhalen“, eine neue Klavierfassung des Klavierkonzerts von Peter Benoit, verschiedene Werke für Klavier und andere Instrumente sowie für Gesang und Klavier und mehr als 300 dem Klavier angepassten Werke flämischer Cembalisten des 18. Jahrhunderts.
Am 29. November 1976 wurde der Emmanuel Durlet Fonds v.z.w. mit dem Ziel Durlets Gestalt und Werk lebendig zu halten gegründet, der seit seiner Gründung mehr als 130 seiner Werke und zwei Langspielplatten veröffentlichte.
1978 stiftete seine ehemalige Klavierschülerin Schülerin Juliane Castro den „Internationalen Emmanuel Durlet Preis für Klavier“.